# ما که هستیم؟
ما که هستیم؟ (به هندی: Hum Kaun Hai?) یا ارواح سرگردان فیلمی محصول سال ۲۰۰۴ و به کارگردانی راوی شانکار شارما است. در این فیلم بازیگرانی همچون دیمپل کاپادیا، آمیتاب باچان، درمندرا، پریم چوپرا، موشومی چاترجی، هانیسکا موتوانی ایفای نقش کرده‌اند.